# Daihatsu Terios
Daihatsu Terios je malý terénní automobil, který od roku 1997 vyrábí japonská automobilka Daihatsu. Má stálý pohon všech kol.

## První generace
Vyráběla se do roku 2006. Nabízela se jako pětidveřový vůz, ale v Japonsku i jako menší vůz pod názvem Terios Kid. Poháněla jej zážehová třináctistovka o výkonu 83 koní. Vůz měl samonosnou karoséri s integrovaným ramem, tuhou zadní nápravu, redukční převodovku nahrazuje krátký prvni rychlostní stupeň. V České republice se první generace neprodávala. V roce 2000 prošel model faceliftem. Prodával se pod názvem Toyota Rush.

## Druhá generace

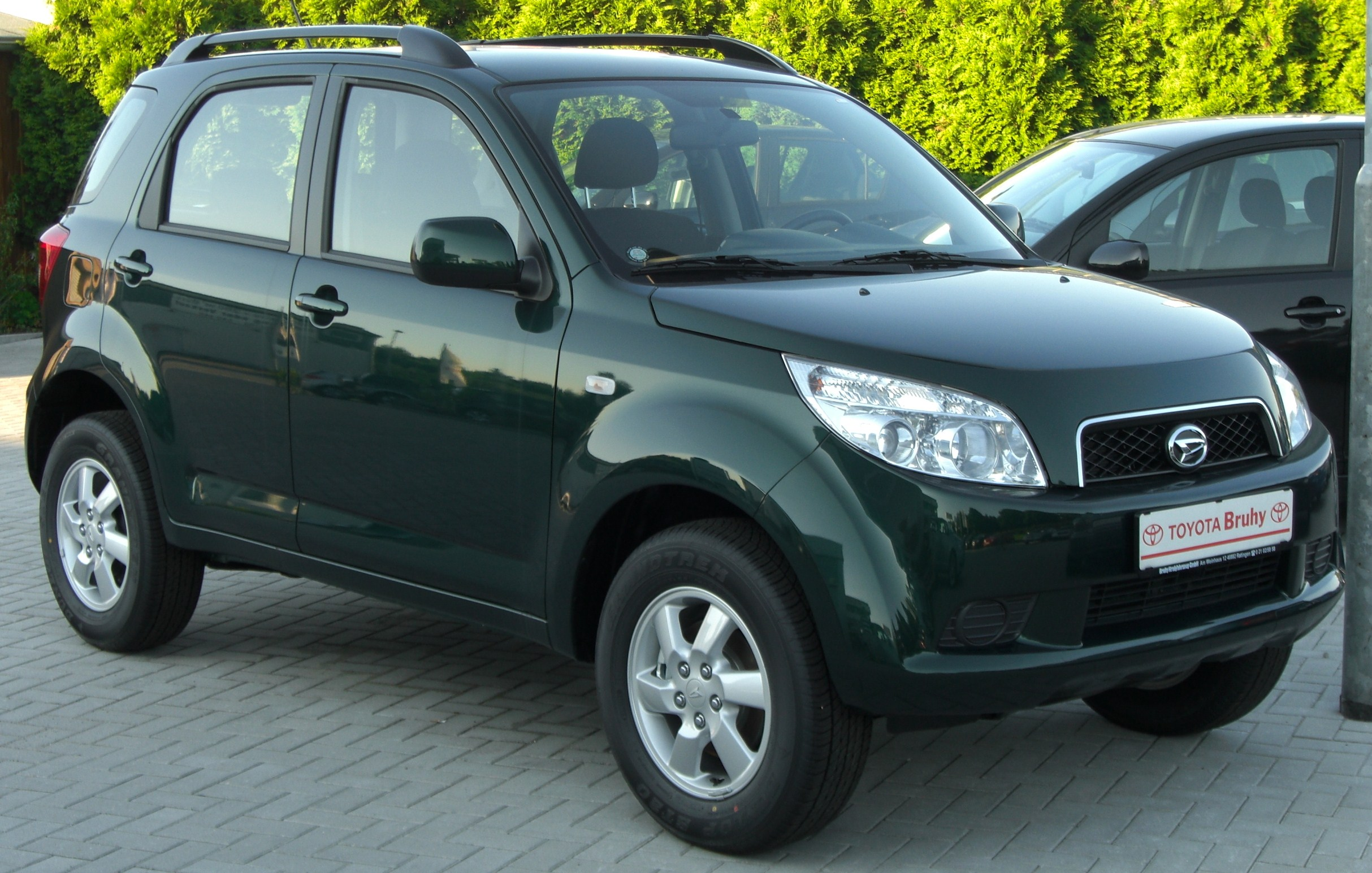
druhá generace

Vyrábí se od roku 2006. Pohání jí motor o objemu 1,5 l a výkonu 105 koní. V Malajsii se kompletuje pod názvem Perodua Nautica. Kromě nárazníků se díly dovážejí z Japonska.

### Rozměry
- Rozvor – 2580 mm
- Délka – 4055 mm
- Výška – 1695 mm
- Šířka – 1690 mm
- Váha – 1170 kg